# Hawker Typhoon
Хо́кер Тайфун (англ. Hawker Typhoon) — британский одноместный истребитель-бомбардировщик времён Второй мировой войны. Производился фирмой Hawker Aircraft Ltd. с 1941 года до ноября 1945 года. Оставался на вооружении до 1947 года. Изначально разрабатывался как перехватчик для замены истребителя Хокер Харрикейн, но из-за некоторых проблем конструкции полностью не удовлетворял требованиям. Один из самых успешных штурмовиков RAF в годы Второй мировой войны.

## Проектирование и разработка

### Происхождение

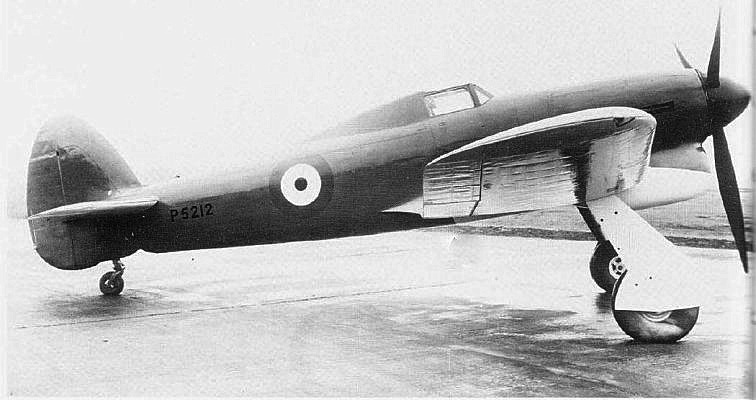
Разоружённый первый прототип Typhoon P5212, сфотографированный непосредственно перед его первым вылетом. Прототип имел небольшое оперение и твёрдый обтекатель позади кабины. Двигатель Sabre использовал три выхлопные трубы по обе стороны.

Ещё до начала производства нового истребителя Хокер Харрикейн, конструктор Сиднэй Кэмм начал в частном порядке разрабатывать замену для него. Два предварительных проекта были похожи, но заметно больше, чем Харрикейн. Позже они стали известны как «N» и «R» (по первой букве производителей двигателей), поскольку они были сконструированы для вновь разработанных двигателей Napier Sabre и Rolls-Royce Vulture соответственно. Оба двигателя имели 24 цилиндра и были рассчитаны более чем на 2000 л. с. (1491 кВт); разница между ними в основном в расположении цилиндров — Н-блок в Sabre и X-блок в Vulture. Хокер представил эти предварительные проекты в июле 1937 года, но посоветовал дождаться выпуска нового истребителя.
В марте 1938 года Хокер получил от Министерства ВВС спецификации F.18/37 для истребителя, который был бы в состоянии достичь по крайней мере 644 км/ч на высоте 4600 м с указанием использовать[прояснить] британский двигатель с двухскоростным нагнетателем. Вооружение должно было состоять из двенадцати пулемётов Браунинг калибра 7,62 мм (.303) с 500 патронами на ствол и обеспечением альтернативных комбинаций оружия. Основываясь на этом, Кэмм и его команда конструкторов начали формальное развитие конструкций и строительства прототипов.
Крыло новой конструкции обладало высокой прочностью, но, по современным стандартам, было очень «толстым». Хоть Тайфун и должен был достигать более 640 км/ч в горизонтальном полёте на высоте 4600 м, толстые крылья создавали большое аэродинамическое сопротивление, и достичь более высокой скорости, чем 660 км/ч на высоте 6100 м, достигнутой в тестах, не удалось. 
Скороподъёмность и рабочие характеристики на большей высоте также оказались неутешительными. Когда Тайфун спикировал со скоростью свыше 805 км/ч (500 миль в час), повышение сопротивления вызывало сильную тряску. Эти проблемы с сжимаемостью воздуха привели Кэмма к проектированию Тайфун II, позже известный как Темпест, который имел гораздо более тонкое крыло ламинарного профиля.

### Прототипы

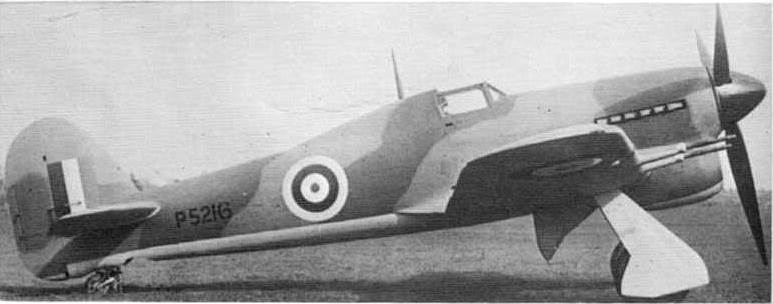
Второй прототип P5216 со стандартным камуфляжем RAF 1941 года (днище, предположительно, жёлтого цвета)

Первый полёт первого опытного образца «Тайфуна» P5212, совершённый лётчиком-испытателем Хокер Филипом Лукасом из Лэнгли, был отложен до 24 февраля 1940 года из-за проблем, связанных с развитием двигателя Sabre. Несмотря на то, что для первых полётов прототип был разоружён, P5212 позже оснащается двенадцатью пулемётами Браунинг калибра 7,62 мм (.303), устанавливаемые в группы по шесть в каждом крыле — это было вооружение, установленное на первые 110 «Тайфунов», известных как Тайфун IA. P5212 также имел небольшой хвост-плавник и тройные выхлопные трубы. 9 мая 1940 года у прототипа прямо в воздухе произошло разрушение конструкции — на соединении между передней и хвостовой частью фюзеляжа, сразу за сиденьем пилота. Филип Лукас мог видеть дневной свет через раскол, но вместо того, чтобы выпрыгнуть с парашютом, он приземлил самолёт, а позже был награждён медалью Георга.
15 мая министр авиационной промышленности лорд Бивербрук приказал, что ресурсы авиапромышленности должны быть сконцентрированы на производстве пяти основных типов воздушных судов (истребителей Спитфайр и Харрикейн, бомбардировщиков Уитли, Веллингтон и Бленхейм). В результате, развитие Typhoon было замедлено, производственные планы были отложены, а лётные испытания продолжались по сниженной ставке.
В результате задержки второй прототип P5216 выполнил свой первый полёт 3 мая 1941 года: P5216 нёс вооружение из четырёх 20-мм пушек Hispano Mk II с ленточным питанием со 140 патронами на ствол. Прототип был известен как Тайфун IB. В промежутке между строительством первого и второго прототипа министерство авиации дало поручение фирме Хокер приступить к строительству 1000 новых истребителей.

## Конструкция
Основная конструкция «Тайфуна» представляет собой сочетание традиционной конструкции фирмы «Хокер» (например, используемый ранее в Хокер «Харрикейн») и более современных методов строительства: конструкция передней части фюзеляжа, от опор двигателя до задней части кабины, была собрана на болтах и сварена из стали, в то время как задняя часть фюзеляжа представляла монокок.  Носовая часть фюзеляжа и кабины были из крупных съёмных панелей из дюралюминия, что обеспечивало лёгкий внешний доступ к двигателю, его агрегатам и большинству важного гидравлического и электрического оборудования.
Крыло имело размах 12,67 м с площадью крыла 29,6 м². Оно было разработано с небольшим изгибом по типу «обратная чайка»; У внутренних секций ангедраль составлял 1°, в то время как внешние секции имели дигедраль в 5½°. Аэродинамический профиль крыла — NACA 22 с толщиной по отношению к хорде 19,5 %, сужающейся до 12 % на кончике.
Крыло обладало высокой прочностью, при условии наличия достаточного места для топливных баков и тяжёлого вооружения. Внутри каждого крыла установлено по два топливных бака; «главные» баки, разместились в корпусе и к задней части шасси, имели ёмкость 150 литров, в то время как «носовые» баки, встроенные в передние кромки крыла, имели вместимость 140 литров каждый. По современным стандартам, крыло новой конструкции было очень «толстым», так же как и на Харрикейне.
«Тайфун» оснащался двигателем Napier Sabre мощностью 2000 л. с. Когда Люфтваффе приняли в эксплуатацию Fw 190 в 1941 году, «Тайфун» был единственным самолётом Королевских ВВС, способным догнать его на малых высотах; в результате чего он получил роль в качестве низковысотного перехватчика.
Шасси убирающееся с опорным хвостовым колесом.
Вооружение
Тайфун был вооружён двенадцатью пулемётами Браунинг калибра 7,62 мм (.303). С конца 1942 года «Тайфун» стали оснащать бомбами, а в конце 1943 года — и 27-кг неуправляемыми ракетами RP-3. С этим оружием и его четырьмя 20-мм пушками Hispano Тайфун стал одним из самых успешных штурмовиков за время Второй мировой войны.

## Модификации 1941—1945 годов
Как и другие самолёты RAF, находящиеся на линии фронта Второй мировой войны, Тайфун изменялся и регулярно обновлялся, так что в 1945 году «Тайфун» весьма отличался от своего предшественника, построенного в 1941 году. В последние месяцы войны ряды более старых самолётов выкатывали из хранения и капитально ремонтировали. Например, R7771 был в одной из первых партий, построенных в 1942 году, имел конструкцию с признаками раннего производства. Этот «Тайфун» служил как истребитель-перехватчик в 1942 году. В феврале 1945 года R7771 был внесён в список находящихся в эксплуатации, в числе 182-й эскадрильи. К тому времени он уже почти не отличался от «Тайфунов» поздней серии.

## Боевое применение

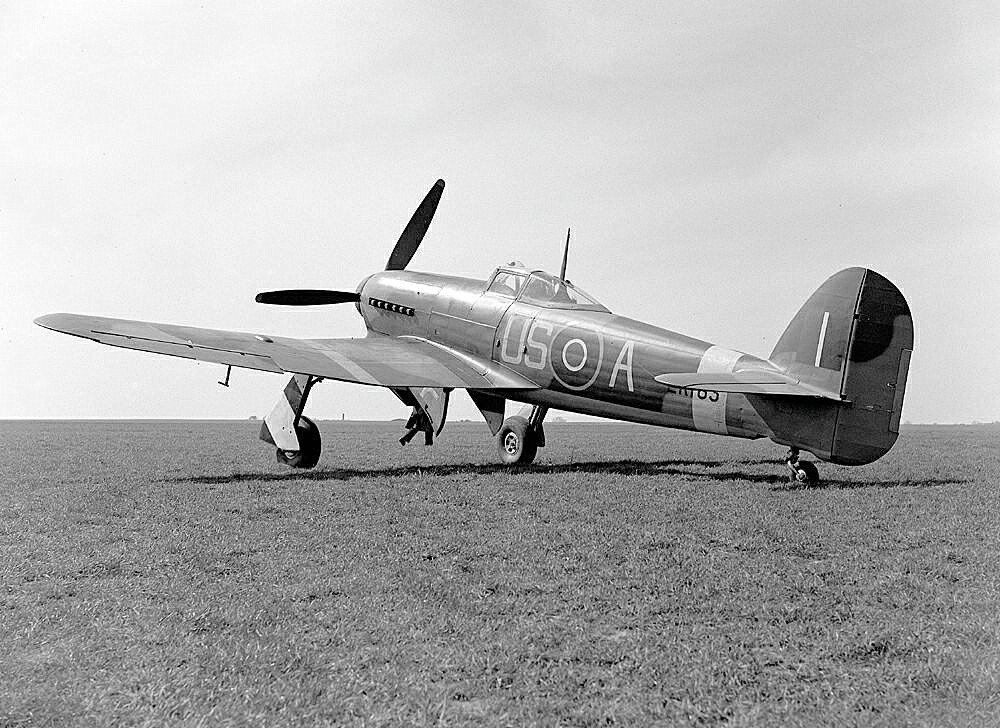
Typhoon IB в апреле 1943 года. На верхнем крыле видна полоса распознавания жёлтого цвета шириной 460 мм

В 1941 году Спитфайры Mk.V, которыми были оснащены большая часть истребительных эскадрилий уступали новым Фокке-Вульф 190 и несли большие потери. «Тайфун» был предоставлен в эксплуатацию в № 56 и 609 эскадрильях в конце 1941 года, чтобы противостоять Fw 190. Это решение оказалось катастрофой и несколько «Тайфунов» было потеряно по неизвестным причинам, после чего Министерство ВВС стало рассматривать приостановку производства самолёта.
В августе 1942 года второй пилот-испытатель Хокер, Кен Сет-Смит, заменяя главного лётчика-испытатель Филипа Лукаса, проводил пробный полёт недалеко от испытательного центра Хокер в Лэнгли во время которого самолёт разбился, пилот погиб. Сиднэй Кэмм и команда конструкторов немедленно исключила вариант ошибки пилота, как это было в предыдущих авариях. Расследование показало, что из-за неправильного баланса массы хвост оторвался от фюзеляжа, стоило только самолёту поймать небольшой флаттер. В модификации № 286 проблема была частично решена (инцидент в испытательном полёте Филипа Лукаса 1940 года произошёл из-за проблем, никак не связанных с этой).

Двигатель Sabre также был постоянным источником проблем, особенно в холодную погоду, когда завести его было достаточно сложно. Слабая износостойкость втулок клапанов и, соответственно, высокое потребление топлива.
В «Тайфуне» не видели надежного самолёта до конца 1942 года, в отличие от Роланда Бимонта, видевшего его, как превосходный боевой самолёт. Бимонт работал в качестве лётчика-испытателя производства Хокер, придя на замену Сет-Смиту. В конце 1942 — в начале 1943 года эскадроны Тайфунов были расположены на аэродромах вблизи южного и юго-восточного побережья Англии и, наряду с двумя эскадрильями Спитфаеров XII, противостояли Фокке-Вульфам Люфтваффе. Подразделения «Тайфунов» летали на высоте 150 метров или ниже, обнаруживали, а затем перехватывали вражеские истребители-бомбардировщики. Так «Тайфун» наконец проявил себя в роли перехватчика.
Первые два истребителя-бомбардировщика Me 210, уничтоженные над Британских островами пали от орудий «Тайфунов» в августе 1942 года. Во время дневного рейда Люфтваффе на Лондон 20 января 1943 года четыре Me Bf 109G-4 и один Fw 190A-4 также были уничтожены «Тайфунами». Как только самолёт поступил на вооружение, было очевидно — профиль «Тайфуна» напоминал Fw 190, из-за чего союзным зенитные подразделения начинали огонь по истребителю. По этой причине всем «Тайфунам» сначала выкрашивали нос в белый цвет, а позже для лучшей видимости разметили чёрно-белыми полосами на нижней плоскости крыльев. Это привело к тому, что в день высадки в Нормандии подобная раскраска была нанесена на всю авиацию Союзников.

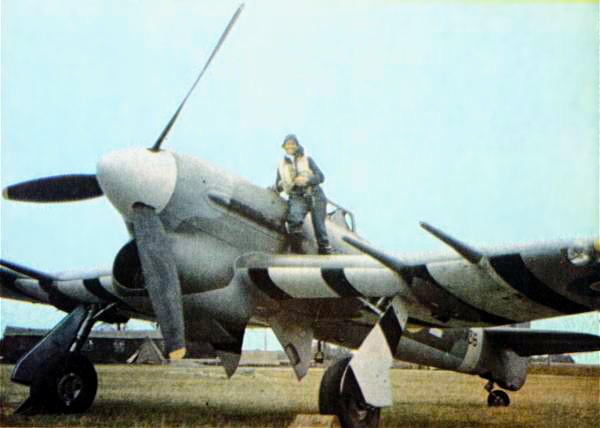
Редкая для военного времени цветная фотография с неопознанным Typhoon. Хорошо видны чёрные и белые полосы распознавания под крыльями

3 мая 1945 года в порту Любек истребители-бомбардировщики «Тайфун» потопили немецкий теплоход «Кап Аркона» (погибло более 5000 человек, что стало одной из крупнейших катастроф на море в ходе Второй мировой войны).

### Переклассификация в штурмовик
К 1943 году Королевские ВВС нуждалась в штурмовиках куда больше, чем в истребителях, и «Тайфун» как раз подходил к этой роли. Мощный двигатель позволил самолёту нести нагрузку до двух 454 кг бомб — столько же, сколько и лёгкие бомбардировщики всего лишь несколько лет назад. Оборудованные бомбой самолёты были названы Bombphoons и поступили на вооружение в 181-ю эскадрилью, сформированную в сентябре 1942 года.
С сентября 1943 года «Тайфуны» также были вооружены восемью 27-кг неуправляемыми ракетами RP-3. В октябре 1943 года, эскадрилья № 181 сделала первые ракетные обстрелы из «Тайфуна». Несмотря на то, что реактивные снаряды были неточными и требовали значительного мастерства, чтобы попадать по цели, «огневой мощи всего одного Тайфуна было достаточно для нанесения урона на огромной площади.» К концу 1943 года восемнадцать подразделений «Тайфунов», оборудованных ракетами, сформировали Второе тактическое ВВС Британии (2-й TAF). В теории направляющие для ракет и держатели для бомб были взаимозаменяемыми. На практике, чтобы упростить снабжение, некоторые «Тайфуны» 2-й TAF использовали только ракеты, в то время как другие эскадрильи были вооружены исключительно бомбами (это также позволило отдельным подразделениям более тонко отточить свои навыки с предоставленным им вооружением).
«Тайфун» зарекомендовал себя как наиболее эффективный самолёт тактической авиации в RAF, участвовал в перехватах налётов, ударам по объектам транспортной инфраструктуры глубоко в Северо-Западной Европе до вторжения, а также в непосредственной поддержке сухопутных войск союзников после высадки в Нормандии. Система тесной связи взаимодействия с наземными войсками была создана Королевскими ВВС и СВ: связисты Королевских ВВС на машинах, оборудованных УКВ передатчиками, перемещались вместе с войсками, действующими у линии фронта, и вызывали «Тайфуны» для ударов по целям, указываемым в их интересах дымовыми снарядами, выпущенными с помощью миномётов или артиллерийских орудий.

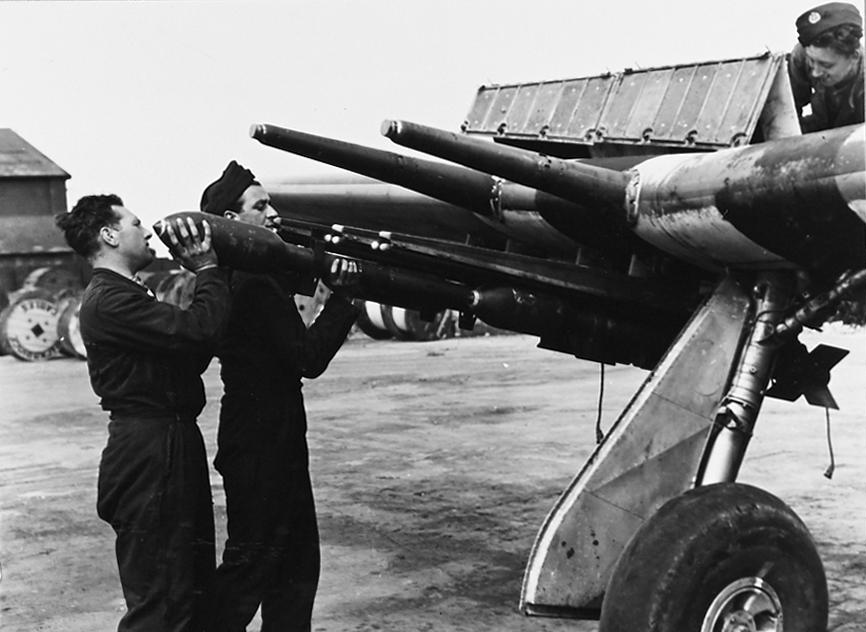
Оружейники загружают ракеты RP-3. Потёртые полосы вторжения на верхней и нижней поверхностях крыла, указывают на то, что это фото было сделано примерно в июне 1944 года.

Для уничтожения или, как минимум, повреждения некоторых, более тяжёлых танков Вермахта, РС должны ударить точно в тонкостенный отсек МТО. Изучение уничтоженных танков после сражения в Нормандии показало, что эффективность ракет, выпущенных с воздуха, лишь 4 %. В операции Гудвуд (18-21 июля), 2-й TAF заявляли о 257 уничтоженных танках. После того, как область была освобождена, британские аналитики подтвердили, что только 10 из 456 выбитых немецких ББМ, обнаруженных в этом районе, были подбиты «Тайфунами», использовавшими реактивные снаряды.
В Мортене, в Фалезской операции, 7 августа началось немецкое контрнаступление. Эта контратака была отбита «Тайфунами» из 2-го TAF и 9-м USAAF. В ходе боя лётчики 2-й TAF и 9-й USAAF утверждали, что уничтожили в общей сложности 252 танка. На самом же деле в контрнаступлении приняли участие только 177 немецких танков и штурмовых орудий, потеряно было только 46, из которых девять были уничтожены «Тайфунами».
Всего было построено 3317 «Тайфунов» и почти все — компанией «Глостер». «Хокер» на основе «Тайфуна» разрабатывал новую модификацию — «Тайфун II», но различия между ним и «Тайфун Mk I» были настолько велики, что в итоге оказалось разумней сделать другой самолёт, и он был переименован в «Хокер Темпест». После того, как война в Европе закончилась, «Тайфуны» были быстро сняты с вооружения фронтовых эскадрилий. К октябрю 1945 года «Тайфунов» уже не было в оперативном использовании.

### Захваты противником
Тайфуны начали летать над вражеской территорией в 1943 году. Первым трофеем немцев стал самолёт с бортовым номером EJ956 новозеландской эскадрильи SA-I 486. Уже 23 марта 1943 года, когда два самолёта пересекли побережье на малой высоте, истребитель лётчика Моусона подбили лёгкой зенитной артиллерией, но ему удалось сесть на брюхо в поле, недалеко от Кани-Барвиль. Самолёт захватили прежде, чем пилот смог его уничтожить.
Самолёт отремонтировали, испытали в Рехлине и взяли на службу. Ещё один перевернулся при вынужденной посадке возле Мекелфелда, списан 10 августа 1944 года. 14 февраля 1944 года «Тайфун» из 174-й эскадрильи захвачен после жёсткого приземления из-за отказа двигателя около Блуа. Лётчик Проддоу избежал плена. Ещё один «Тайфун» разбился в Рейншенхеле 29 июля 1944 года.

## Оценка проекта
Загазовывание кокпита
Первая проблема, возникающая с «Тайфунами» после его ввода в эксплуатацию, было просачивание выхлопных газов в кабину пилота. В попытке исправить это в ноябре 1941 года стали устанавливать более длинные выхлопные трубы (Модификация 239), а примерно в то же время, щель в двери кабины была загерметизирована. Несмотря на все совершенствования, эта проблема так и не была полностью решена. Дабы не угореть, стандартной процедурой для пилотов «Тайфунов» в течение всей войны было использование кислорода, начиная со старта двигателя и до самого его выключения.
В дополнение к этому, пилоты испытывали неприятно высокие температуры в кабине — вентиляционная трубка помогла смягчить, но никак не решить её. Кроме того были добавлены два небольших отверстия позади пилота под радио.
Хвост
Одной из основных проблем, от которых страдали ранние «Тайфуны», был ряд структурных неудач, приводящих к потере целых секций хвостовой части на некоторых самолётах, главным образом при высоких перегрузках. В конечном счёте было выяснено, что причиной проблемы являлась комбинация факторов, в том числе гармонические колебания, которые были способны привести к усталостным повреждениям металла за весьма короткий срок, и слабый транспортный шарнир, находящийся сразу перед горизонтальным хвостовым оперением.
Начиная с сентября 1942 года внутри фюзеляжа по всей задней части был установлен стальной ремень, но вскоре (модификация 286) он был заменён — «плавник» стали приковывать извне через хвостовую часть фюзеляжа, заодно были усилены некоторые каркасные рамы в хвосте. Это была постоянная мера, призванная избавить от проблем с задней частью фюзеляжа, принятая в периоде с декабря 1942 по март 1943 года. В итоге в 1944 году хвостовая часть была полностью заменена на переработанную.
Хотя эта модификация должна была исключить разрушение хвостовой части, она стала его новой причиной, на этот раз, из-за изменений в конструкции шасси. В полёте на высокой скорости обтекатели шасси попадали в зону пониженного давления, создавая неровный воздушный поток вокруг хвостового оперения, из-за чего оно, а затем и вся задняя часть фюзеляжа разрушались. В общей сложности из-за данного конструкционного недостатка было потеряно 25 самолётов и 23 пилота.

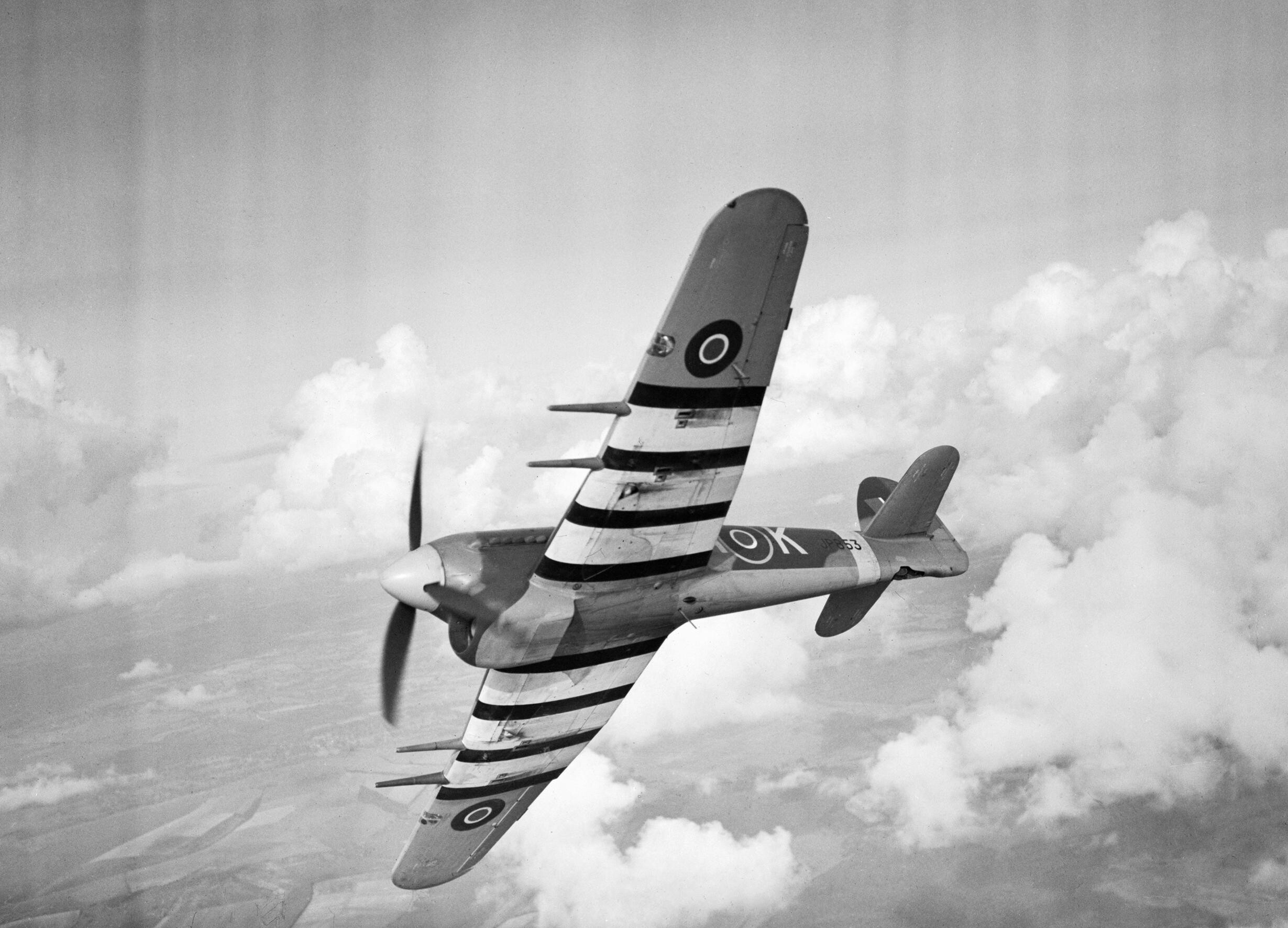
Hawker Typhoon Mk IB из 486-й эскадрильи RAF в полёте. 1943 год.

Двигатель Sabre также был постоянным источником проблем, особенно в холодную погоду, когда завести его было достаточно сложно, слабая износостойкость втулок клапанов и, соответственно, высокое потребление топлива. 24-цилиндровый двигатель производил мало положительных эмоций у пилотов.
Лейтенант Кен Тротт, пилотировавший Тайфун в составе 197-й эскадрильи, вспоминал:
Самолёт был очень большим для одномоторного истребителя. Несмотря на это он был мощный с неплохой управляемостью. Мне он понравился своей скоростью и стабильностью. Даже на скорости в 650 км/ч самолёт летел достаточно устойчиво.
Для пилотов в кабине была пометка об ограничении скорости. Приборная воздушная скорость (IAS) для пикирования была установлена на уровне 525 миль в час (845 км/ч). При необходимости Тайфун мог выполнять полёт на скорости 480 км/ч с открытой кабиной. Полёт с выпущенными шасси и закрылками мог продолжаться без инцидентов на скоростях 338 и 249 км/ч соответственно. Из-за проблем с устойчивостью, когда самолёт нёс бомбы, скорость не могла превышать 640 км/ч.
В примечании по управлению топливной системой не рекомендуется летать с дополнительными топливными баками при IAS свыше 610 км/ч. Баки могли быть выброшены за борт на скорости около 320 км/ч, но в случае чрезвычайной ситуации, выброс допускался при 560 км/ч. Баки должны быть выброшены только во время горизонтального полёта. С точки зрения стабильности, самолёт был стабильным «направленно» и «в поперечном направлении (со стороны)», но немного нестабильным в продольном направлении (в длину). Контроль элеронами был лёгким и эффективным даже на максимальной скорости, но при этом очень вялым был отклик на низких скоростях. Управление рулём высоты также было довольно лёгким.

Скорость сваливания была довольно низкая.

## Сохранившиеся экземпляры

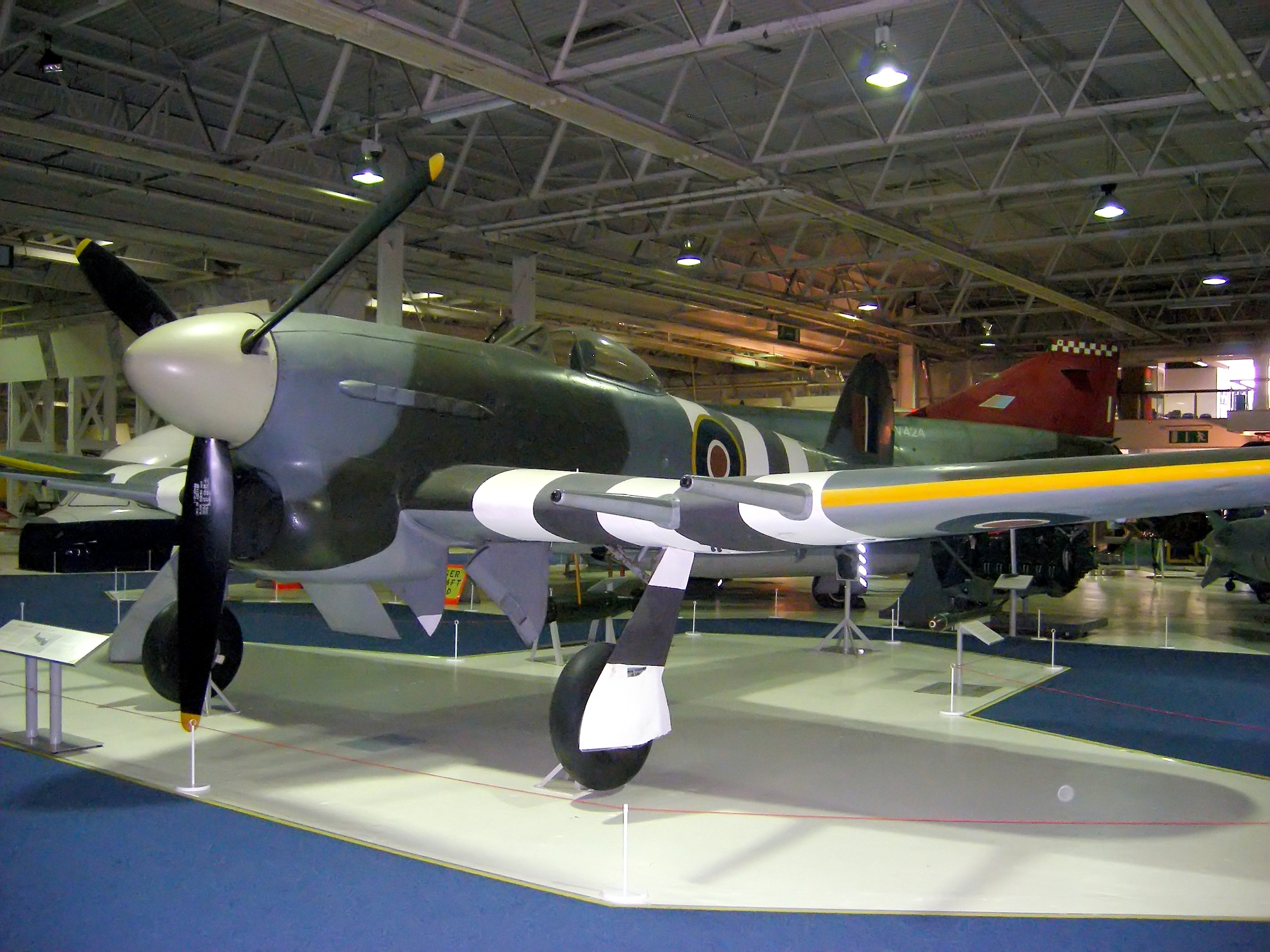
Hawker Typhoon MN235 на выставке в музее Королевских военно-воздушных сил

Только один Тайфун полностью уцелел с тех времён — серийный номер MN235, участвовавший на выставке в музее Королевских военно-воздушных сил в Хендоне, северная часть Лондона. Ранее он выставлялся в Национальном музее авиации и космонавтики, в США, до того, как был предоставлен Английскому музей на 50-ти летие Королевского ВВС в обмен на Hawker Hurricane. В настоящее время на правах аренды находится в Канадском музее авиации и космоса в Оттаве. Также частично сохранилось ещё несколько самолётов:
- Typhoon Ib EJ922 (Коллекция Питера Смита, Великобритания),
- Typhoon Ia JR505 (Коллекция Брайана Барнеса, Великобритания),
- Typhoon Ib JP843 (Коллекция Яна Слатера, Канада),
- Typhoon Ib RB396 (Коллекция Дэйва Робинсона, Великобритания).

Две неопознанные секции кабины находятся на выставке в Имперский военный музей в Даксфорде и музее реактивной авиации в Глостере.

## Тактико-технические характеристики

Hawker Typhoon

Приведены данные модификации Typhoon IB обр. 1945 года.
Источник данных: Mason, 1966, стр. 12.

Технические характеристики
- Экипаж: 1 пилот
- Длина: 9,74 м
- Размах крыла: 12,67 м
- Высота: 4,67 м
- Площадь крыла: 29,6 м²
- Масса пустого: 4010 кг
- Нормальная взлётная масса: 5375 кг
- Максимальная взлётная масса: 6341 кг
- Силовая установка: 1 × жидкостного охлаждения Napier Sabre IIC
- Мощность двигателей: 1 × 2260 л. с. (1 × 1685 кВт)
- Воздушный винт: трёхлопастной Rotol фиксированного шага

Лётные характеристики
- Максимальная скорость:  
  - на высоте: 665 км/ч на высоте 3505 м
  - у земли: 663 км/ч
- Скорость сваливания: 142 км/ч
- Практическая дальность: 821 км (с 2×227 кг бомбами)
- Практический потолок: 10729 м
- Время набора высоты: 4572 м за 5 мин 50 с
- Нагрузка на крыло: 223,5 кг/м²
- Тяговооружённость: 330 Вт/кг

Вооружение
- Стрелково-пушечное: 4×20 мм пушки Hispano Mk.I в крыле
- Неуправляемые ракеты: 8×27-кг RP-3[англ.]
- Бомбы: 2×227 кг или 2×454 кг

## Эксплуатанты
Великобритания
- ВВС Великобритании: эскадрильи 1, 3, 4, 56, 137, 164, 168, 170, 174, 175, 181, 182, 183, 184, 186, 193, 195, 197, 198, 245, 247, 257, 263, 266, 268, 349 (бельгийский), 350 (бельгийский, 3 самолёта), 534, 542, 609. Также 1320-е звено.
- ВВС Флота Великобритании (Fleet Air Arm): эскадрилья 778.

 Канада
- ВВС Канады: эскадрильи 400 (2 самолёта, испытания), 438, 439, 440.

 Австралия
- ВВС Австралии: эскадрилья 451 (3 самолёта, испытывались на тропическом ТВД)

 Новая Зеландия
- Королевские ВВС Новой Зеландии: эскадрильи 485 и 486.